# Цетинска Крајина
Цетинска Крајина је историјска географска јединица у средњој Далмацији у Хрватској.

## Географија
Географско подручје Цетинске Крајине представља подручје чију северну и североисточну границу чини простор од највишег планинског врха Хрватске Динаре (народни назив: Сињал) на планини Динара, пратећи основни гребен планине Динаре уз границу са Босном и Херцеговином и спајајући се са планином Камешницом, источно кроз подручје села Аржана и Добрања, затим југоисточно према Новом Селу и јужно испод села Биска и Дицма, западно преко Осоја и Броћанца до Мућа, одакле иде на планину Свилају и њен гребен, са којег иде према селу Маовице и врху Кијевски Бат и селима Кијево и Полача, која се налазе у самом подножју врха Сињал.
Овај простор се мењао у неким историјским контекстима у зависности од геополитичке ситуације. Тако је, према статуту Сињске алке подручје на северној граници допирало до села Отишића, а у неким другим обухватало је подручје у широј околини Сињског поља, између планинских ланаца Динаре и Камешнице на североистоку и планина Свилаје, те брда Висоштице, Руњавца и Малог Мосора на западу и југозападу, у средњем делу тока реке Цетине.

## Историја

### Средњи век
Током 6. веку  и почетком 7. века на Сињском граду налазила се византијска тврђава под називом Асинио, док се у њеном подножју налазило неколико већих стамбених зграда и ранохришћанских цркава. Након тога долази период насељавања и покрштавања Хрвата. 

### Цетинска жупанија
Период 9. века је обележен у историји као време изградње цркве Светог Спасења и утицај Византије. Овај период је дубоко обележио Цетинску Крајину, давши јој и само име. Име Цетинска крајина не потиче директно од имена реке Цетине, већ од хрватске средњовековне жупаније Цетина, која је основана у 10. веку који је забележио византијски цар Константин Порфирогенит. Поменуто име, дакле, подједнако деле и река и подручје.
Једну од историјских жупанија коју помиње Константин Порфирогенит помиње као Tzentzena, Zetina, Zentena, Gentena, односно Цетина. Жупанија се простирала од планине Динаре до Мосора, а са свих страна је била окружена великим брдима и планинама: Прологом, Камешницом на истоку, Мосором на југу, Свилајом и Динаром на западу и Гњатом на северу.
Историјски округ је био добро насељен у поређењу са неким другим подручјима, са селима и властелинским кућама раштрканим са обе стране поља дуж реке.
Након османских освајања Босне, Цетинска Крајина је била мета, а Османлије су је окупирале у првој половини 16. века (око 1536. године) освојили су га целог. У том периоду, нахија Сињ и Цетина припадала је Босанском санџаку. После 1537. године део Клишког санџака. Подручје је било погођено Кандијским ратом и Великим турским ратом.
Са опадањем турске моћи током 17. века и 18. века, Цетинска Крајина је дошла под млетачку власт. Након Млечана, подручје је кратко било под Хабзбурзима све до доласка Наполеона и оснивања Илирских провинција, да би се након његовог пада вратило под власт Беча. Овај период бечке владе био је један од најбољих у погледу економског развоја и правних тековина, образовања, здравства и стварања инфраструктуре као што су локални и главни путеви, железничка пруга Сплит - Сињ, као и проток робе и услуга. Што се тиче емиграције, тај период је један од оних који се памти као „борба за опстанак“.